# Ivan Garanin
Ivan Garanin   (Rudny, 1 d'agost de 1945) és un esquiador kazakh, ja retirat, especialista en esquí de fons, que va competir sota bandera de la Unió Soviètica durant la dècada de 1970.
El 1972 va prendre part als Jocs Olímpics d'Hivern de Sapporo, on fou dissetè en els 50 quilòmetres del programa d'esquí de fons. Quatre anys més tard, als Jocs d'Innsbruck, va disputar quatre proves del programa d'esquí de fons. Guanyà la medalla de bronze en els 30 quilòmetres i el relleu 4x10 quilòmetres, formant equip amb Nikolay Bazhukov, Yevgeny Belyayev i Sergey Savelyev. En les altres dues proves, els 15 i 50 quilòmetres, finalitzà en quarta posició.
En el seu palmarès també destaca una medalla de plata al Campionat del món d'esquí nòrdic de 1974, així com set campionats nacionals. El 1977 fou el primer esquiador soviètic en guanyar la Vasaloppet. Una vegada retirat va exercir d'entrenador de canalla al Kazakhstan.